# Acaena glabra
Acaena glabra är en rosväxtart som beskrevs av J. Buch. Acaena glabra ingår i släktet taggpimpineller, och familjen rosväxter.

## Underarter
Arten delas in i följande underarter:
- A. g. diandra
- A. g. heteracantha